# Lactobacillus hayakitensis
Lactobacillus hayakitensis è una specie di batterio appartenente alla famiglia delle Lactobacillaceae.